# Криопиги
Криопиги (грч. Κρυοπηγή) је приморско насељено место у општини Касандра у периферији Средишња Македонија, Грчка. Према попису из 2021. године било је 635 становника.
Према бугарском географу и историчару, Василу Канчову, у Криопигију је 1900. године живело 180 Грка. Село се раније звало Пазараки.